# Parcul Simion Florea Marian din Suceava

Bustul lui Simion Florea Marian

Parcul Simion Florea Marian este un parc amenajat în centrul municipiului Suceava, în fața Casei Memoriale „Simion Florea Marian”.

## Așezare
Parcul Simion Florea Marian constituie un spațiu verde de dimensiuni mai reduse, cuprins între străzile Simion Florea Marian, Mihai Viteazul și 6 Noiembrie. Parcul a fost amenajat în fața casei în care a locuit folcloristul și etnograful român Simion Florea Marian (1847–1907), pe locul unde, în anul 1900, a fost deschisă grădina botanică a Gimnaziului Superior din Suceava (astăzi Colegiul Național „Ștefan cel Mare”).
În afară de casa memorială a cunoscutului om de cultură sucevean, în imediata apropiere a parcului se află Casa „Costin Tarangul” (monument istoric ce datează din secolul al XIX-lea), Hotel „Continental” (fostul Hotel „Arcașul”) și Biserica Sfântul Nicolae (construită în anul 1611).

## Monumente
Parcul are un singur monument, bustul lui Simion Florea Marian, situat în partea central-sudică, în apropiere de intersecția între străzile Mihai Viteazul și 6 Noiembrie. Bustul, realizat din bronz și amplasat pe un soclu din beton mozaicat în trepte, datează din anul 1935, fiind al doilea monument de acest tip ca vechime din orașul Suceava, după bustul lui Ciprian Porumbescu din Parcul Profesor Ioan Nemeș. Este opera sculptorului Gheorghe Bilan, cel care a realizat și bustul lui Ștefan cel Mare din holul liceului cu același nume.

## Imagini

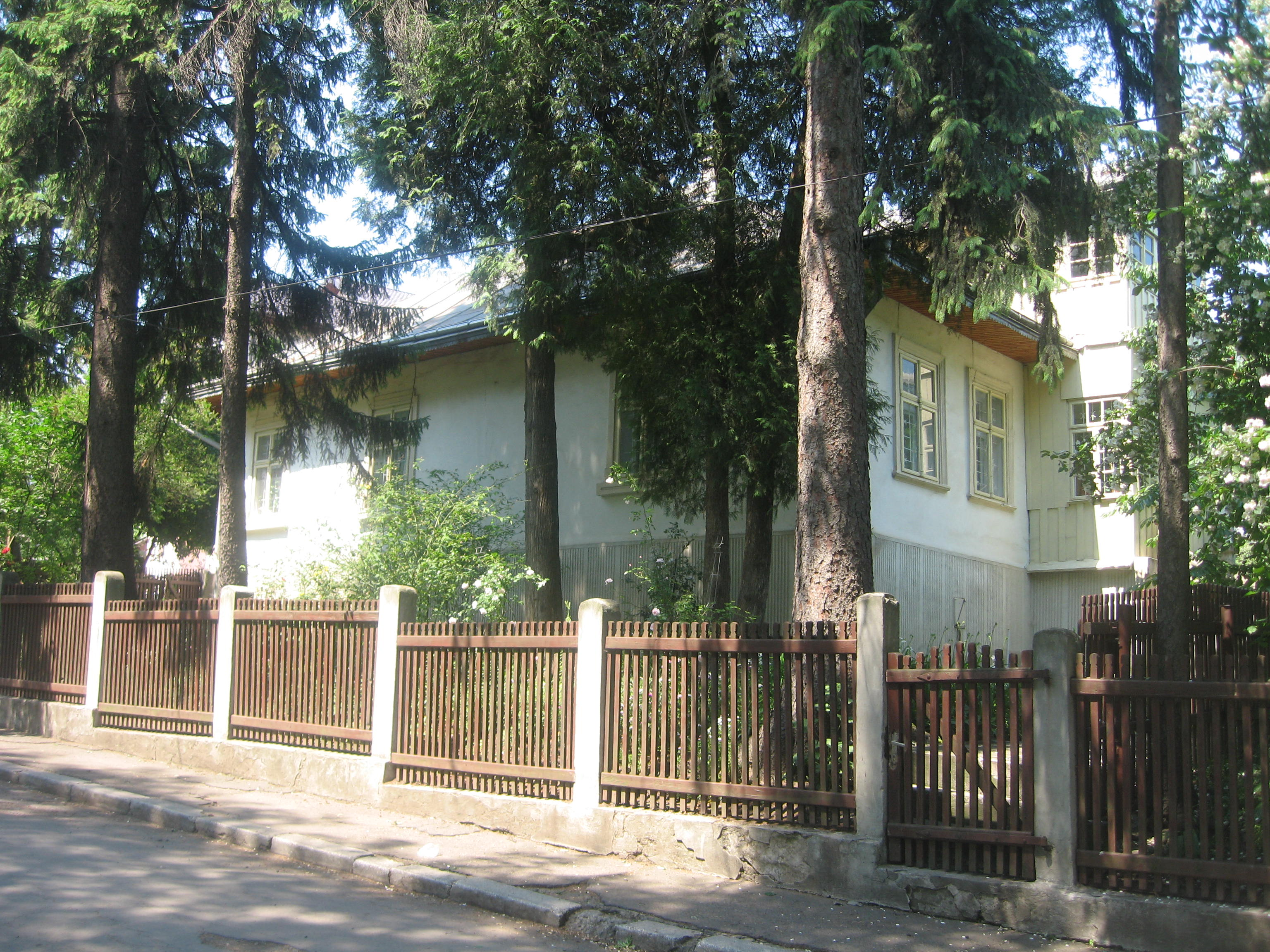
Casa Memorială „Simion Florea Marian”
Bustul lui Simion Florea Marian
Bustul lui Simion Florea Marian